# Early Late Synchronizer
L'Early Late Synchronizer (ELS) è un metodo di sincronizzazione di bit basato sul fatto che un segnale di tipo digitale presenta un massimo nell'istante di campionamento ottimo Tc e presenta una certa simmetria rispetto a tale punto.
L'idea è estremamente semplice ed immediata: se campioniamo nell'istante ottimo di campionamento (ovvero siamo sincronizzati), i valori di campionamento V(Tc-θ) e V(Tc+θ), con θ istante temporale piccolissimo, risulteranno uguali, in quanto presentano una certa simmetria rispetto al tempo ottimo di campionamento.
Sono tre dunque le possibili situazioni.
1) V(Tc-θ) = V(Tc+θ) siamo sincronizzati
2) V(Tc-θ) > V(Tc+θ) stiamo campionando in ritardo (late sync)
3) V(Tc-θ) < V(Tc+θ) stiamo campionando in anticipo (early sync)
La differenza tra le due tensioni può essere utilizzata come tensione d'ingresso di un VCO (voltage controlled oscillator).